# Congas

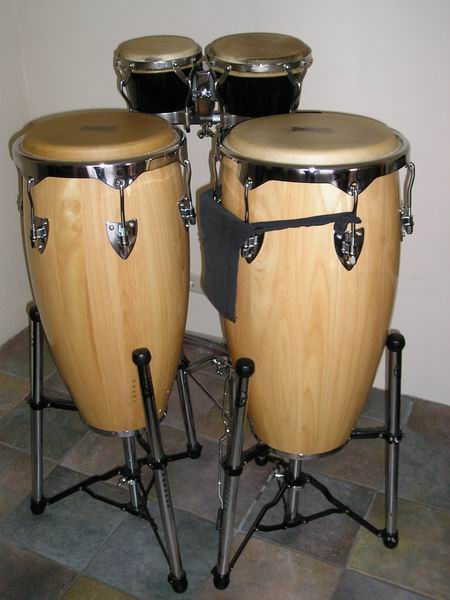
Ett par congas

En conga är en hög smal kubansk trumma av afrikanskt ursprung, troligen utvecklad från den kongolesiska makutatrumman.
Congas används i afro-karibisk religiös musik men är också huvudinstrumentet i rumba. Congas är mycket vanligt i latinamerikansk musik, som exempelvis salsa, och andra former av amerikansk populärmusik.